# 曹火星
曹 火星（そう かせい、拼音: Cáo Huǒxīng、1921年 - 1999年）は、中華人民共和国の作詞家、作曲家。
中国共産党のプロパガンダ音楽の分野で著名であり、特に文化大革命期に活躍した人物として知られる。代表作に、中国共産党を称賛する革命歌曲《没有共产党就没有新中国》（共産党がなければ新しい中国はない）がある。

## 略歴
曹火星は1921年に中華民国河北省で生まれる。若年期から音楽と文学に関心を持ち、抗日戦争期には共産党の宣伝活動に関与。解放戦争中や建国初期には、音楽を通じて中国共産党の理念や政策を広める役割を担った。
1950年代から1970年代にかけて、革命音楽の作詞・作曲を精力的に行い、中国全土で広く知られるようになる。文化大革命期にはその思想性と政治的忠誠心から重用されたが、個人としての詳細な活動は文献によって異なる。

## 主な作品
《没有共产党就没有新中国》
（中国共産党がなければ新中国はない）
1943年に作詞・作曲したこの曲は、中国共産党の正当性と功績を称える代表的な革命歌曲である。現在も党の公式行事などで頻繁に使用され、中国の愛国教育の一環として広く歌われている。

## 評価と影響
曹火星の作品は、共産党のプロパガンダ音楽としてだけでなく、中国近現代史における「革命音楽文化」の一部として評価されている。音楽的には単純で覚えやすい旋律と、明確な政治メッセージを持つ歌詞が特徴であり、大衆への浸透力が高かった。

## 晩年と死去
文化大革命後の改革開放期には以前ほど注目されなくなったが、一部の曲は引き続き公的な場で用いられた。1999年に死去。